# Communication numérique

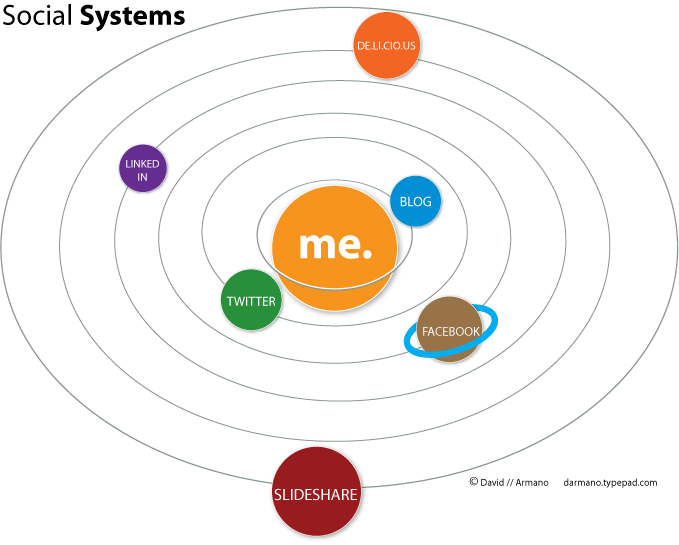
Schéma représentant la place de certains médias sociaux dans la communication numérique

La communication numérique, parfois appelée « communication digitale » (anglicisme), est un champ des sciences de l’information relatif à l'utilisation de l’ensemble des médias numériques : le web, les médias sociaux ou les terminaux mobiles par exemple. Ces médias sont utilisés comme des canaux de diffusion, de partage et de création d'informations.

## Description
La communication numérique est un champ des sciences de la communication qui désigne l’ensemble des actions visant à diffuser des messages par le biais d’un média numérique, Web, médias sociaux, application mobile ou autres. La communication sur les médias numériques se distingue de la communication traditionnelle par son évolution constante en termes d’usages et de technologies.
En 2014, plus de 40 % de la population mondiale a accès à Internet, la communication numérique est globale. Les spécificités culturelles locales demeurent, mais les échanges individuels comme les stratégies de communication des organisations s'adaptent à une communication globalisée. Bien que la plupart des outils de communication numérique soit développés à l'échelle de la planète, les cadres réglementaires nationaux influent sur les pratiques. En 2014, le Brésil est le premier pays à se doter d'une constitution Internet qui met en avant protection des données personnelles, neutralité du Net, impossibilité de bloquer un contenu sans décision de justice…

### Principales caractéristiques

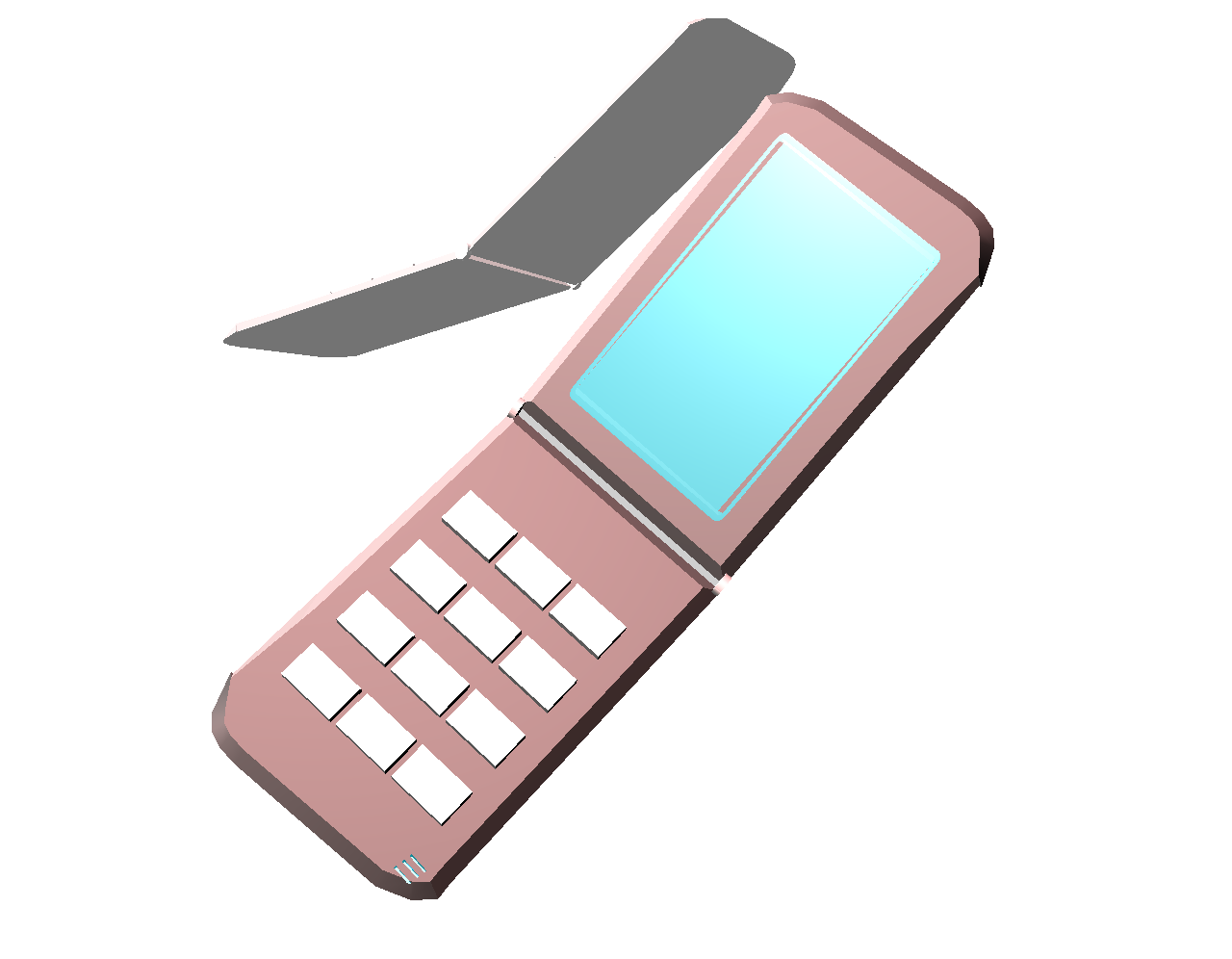
Le SMS, l'un des premiers outils de la communication numérique

- La convergence des médias, de la télévision, du livre, de la radio, et du téléphone mobile. La consommation de l'information numérique se fait de plus en plus hors des supports d’origine (exemple : la radio s’écoute en podcast, les émissions de télévisions se voient en VOD sur le net, etc.).
- Les médias sociaux : ce sont les principaux outils de communications numériques, ils sont susceptibles de toucher une audience importante. Dans la plupart des domaines d'activités, les organisations ont développé leur présence sur les principaux médias sociaux (Facebook, Twitter, YouTube...).
- La mobilité : la communication mobile (smartphones, tablettes électroniques...) est un aspect important de la communication numérique. Avec plus de 95 % de la population mondiale équipé de téléphone mobile en 2014 [réf. souhaitée], la communication numérique s'oriente de plus en plus vers la mobilité. Les fonctionnalités spécifiques de géolocalisation et de personnalisation de l'information mais aussi l'ergonomie sont des enjeux importants liés à la communication mobile.

La communication numérique s'est démocratisée, elle peut être utilisée par les entreprises, les particuliers, les collectivités, les personnages publics etc.

## Usages
Depuis le développement des plateformes entre 2005 et 2010, les usages liés à la communication numérique sont en évolution rapide. Il est difficile de dégager des constantes, mais l'ensemble de cette évolution s'inscrit dans le cadre d'une connectivité de plus en plus importante. Le développement des communautés et des réseaux liés à cette connectivité concerne aussi bien les individus que les organisations et même les objets. Jean-François Fogel et Bruno Patino décrivent en 2013 une société de communication numérique en devenir : « Nous ne vivons pas encore au sein d'une pure société de communication numérique et nous ne sommes pas non plus les expérimentateurs d'un nouvel âge de l'information. Mais nous sommes entrés, de plein gré, dans une époque neuve, et qui ne nous laisse aucun répit : le temps de la connexion permanente. »
Plusieurs types d'usages existent : 

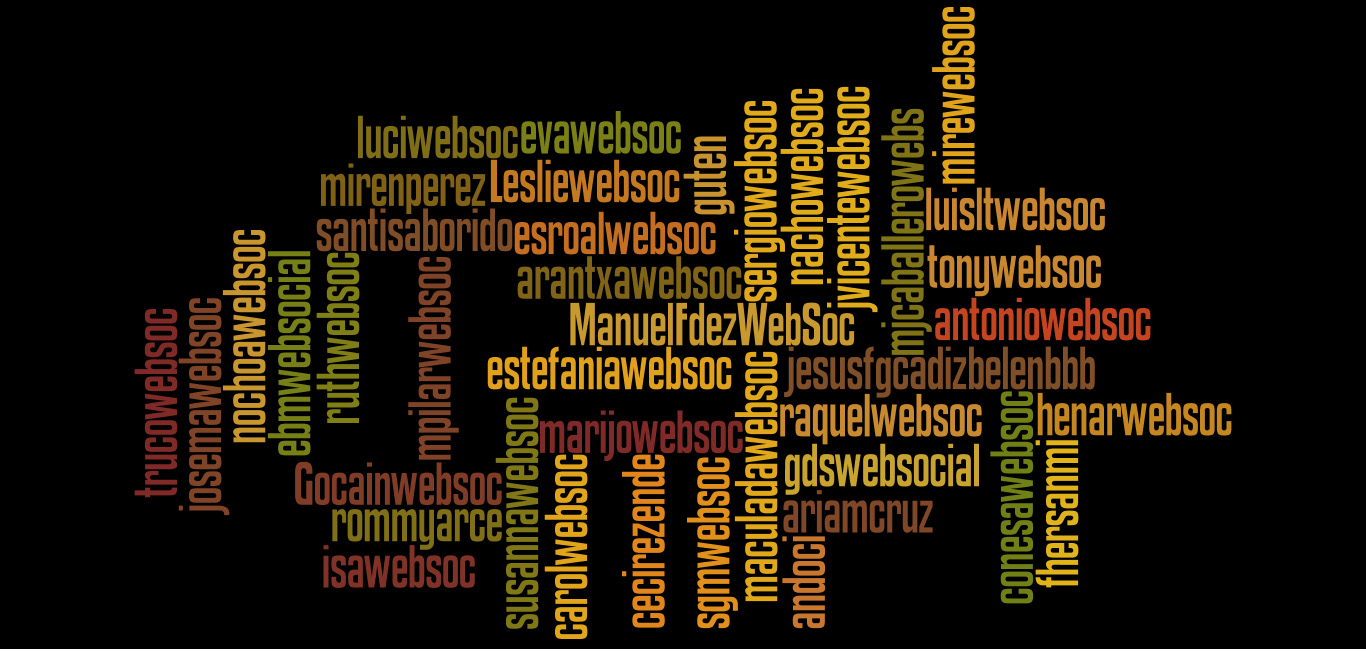
Illustration par “nuage de mots” des usages documentaires de l'Internet.

- la création de contenus : vidéos, articles, photos, animations…
- la publicité : achat de bannières, habillage de sites…
- le web social : création, animation, modération d'une communauté…

## Mesure de l'efficacité
La communication numérique permet le développement de nouveaux usages mais aussi de nouveaux outils de mesure d'efficacité. Il est difficile de déterminer la fiabilité de ces outils à court et moyen terme. Mais ils sont particulièrement utiles dans une période ou le numérique apparait comme une source de gain de productivité et d'innovation pour les entreprises et les organisations en général. La communication numérique est souvent décrite comme l'une des facettes de la transformation des organisations face à la révolution numérique. Un spécialiste de la communication numérique, Hervé Kabla, explique : « Leur digitalisation concerne des milliers de salariés : communication numérique, parcours client, services mobiles, le numérique représente un gisement inestimable pour les plus audacieux… ».

### Outils de suivi
De nombreux outils ont été créés afin de cerner le profil des visiteurs ainsi que leurs navigations sur les sites Web (combien de temps restent-ils sur une page, quelles pages consultent-ils, etc.). Cela permet d'obtenir des statistiques et par la suite d'adapter sa stratégie et son contenu aux usagers effectifs.

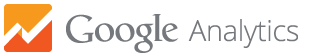
Google Analytics, l'un des outils de suivi statistique des internautes sur les sites Web

- Google Analytics
- Crazy Egg
- In page
- Tealeaf
- LivePerson
- SurveyMonkey
- Matomo (ex Piwik)
- socialbakers
- Marketing Hub
- Hootsuite
- Buffer
- Agorapulse
- Metricool
- Sendible
- e-Clincher
- SocialPilot
- Sprout Social
- Crowdfire

## Métiers
Les métiers de la communication ont considérablement changé depuis l'avènement du Web 2.0 pour élaborer une stratégie de communication numérique, rédiger des contenus percutants, construire des projets numériques, etc. De nouveaux métiers ont également émergé pour utiliser de nouveaux canaux de communication, manager des communautés en ligne, etc.

### Chefs de projet web
Les chefs de projet Web présentent un profil spécifique du métier de Chef-fe de projet. Les chefs de projet Web (ou chargés de projet Web) sont les personnes chargées de mener un projet et de contrôler son bon déroulement. De manière générale, ils dirigent ou animent une équipe pendant la durée du ou des divers projets dont ils ont la charge.
Ce rôle fait appel à des compétences de gestion de projet, de bonnes capacités relationnelles, ainsi que des connaissances techniques dans les domaines concernés.
Dans le domaine de la communication numérique, les chefs de projet Web doivent pouvoir apporter un point de vue commercial et technique pour évaluer la faisabilité d'un projet numérique et son adéquation avec la stratégie de communication numérique de l'entreprise et avec sa stratégie de communication globale.
Ils doivent établir un budget prévisionnel, un cahier des charges, ainsi qu’un planning de réalisation avec des délais à respecter.
De plus, les chefs de projet Web doivent allier des capacités relationnelles et des connaissances techniques pour collaborer avec les équipes de graphistes, de rédacteurs et de programmeurs externes et/ou interne à l’entreprise. En chefs d'orchestre, ils encadrent le projet jusqu'à la réalisation finale.
Une fois la réalisation achevée, il reste aux chefs de projet à tester le produit fini et à prévoir les évolutions futures.

### Animateurs de communauté (community managers)
Les animateurs de communauté Web, gestionnaires de communauté, ou community managers sont chargés de créer une communauté d’internautes, de la fédérer autour d’intérêts communs, et d’animer des échanges sur ces thèmes, pour le compte d’une entreprise ou d’une marque. Ils sont leur porte-parole sur les réseaux sociaux.
Leurs principales missions sont les suivantes : 
- créer la stratégie de présence numérique de la marque (identification des objectifs, des cibles, des réseaux sociaux correspondants, création de la ligne éditoriale...) et la mettre en place,
- dynamiser les échanges, inviter à la discussion et favoriser les débats,
- modérer les échanges au sein de la communauté selon le respect de la charte d’utilisation des réseaux sociaux ; veiller au respect des règles de conduite,
- surveiller la réputation numérique de la marque en identifiant par exemple les médias sociaux externes qui parlent de la marque pour participer au dialogue,
- dans le cadre de la stratégie, identifier des indicateurs pour mesurer les résultats,
- Assurer la cohérence des messages de communication sur les réseaux sociaux.
- Créer de l’engagement auprès de la communauté et interagir avec les fans.
- Fédérer, animer et fidéliser des internautes autour de la marque en créant un lien conviviale.
- Établir une veille de contenu publiable.
- Créer un calendrier de publication afin de diversifier les sujets de publications.
- Établir une veille réputation numérique et concurrentielle.
- Recenser les communautés sur le Web pouvant influer sur le positionnement de la marque (blogueurs, forums de discussion...).
- Gestion d’un important flux d’informations.
- Définir les KPI et suivre leur évolution des statistiques.
- Faire remonter les informations nécessaires.
- dans certains cas, créer du contenu : vidéos, textes, infographies etc. La diffusion de contenus sur les médias sociaux par les employés de l'entreprise, ce qu'on appelle aussi “Employee Advocacy”, relève en général des prérogatives des animateurs de communauté[7]. Cela peut aboutir à des activités de social selling, en général en lien avec les équipes commerciales ou marketing.

Les animateurs de communauté exercent leur activité en interne, au sein d’une entreprise, ou à l'externe, dans une agence web, comme consultant ou en indépendant.

### Social commerce managers
Sur un site de vente en ligne, leur rôle est de mettre en place la prise de parole des clients sur le site de la marque, de favoriser le "buzz" de la marque et de s'occuper de la logistique.

### Chargés de référencement
Le but des chargés de référencement est d'augmenter le trafic ciblé, de meilleure qualité, sur un site internet pour une meilleure rentabilité. Ils sont chargés d'évaluer et de mettre en place des actions techniques et éditoriaux pour aider la bonne indexation du site. Ils sont des experts du Search Engine Marketing et de l'optimisation pour les moteurs de recherche

### Rédacteurs Web
Parce que les internautes n'ont pas le même schéma de lecture que les lecteurs lambda, les rédacteurs Web sont des acteurs indispensables de la stratégie de communication numérique. Sur Internet, les règles d'écriture diffèrent de celles de la presse écrite. La rédaction doit être plus concise, rapidement compréhensible, et surtout dynamique. Le rôle des rédacteurs Web relève donc de la production de contenus adaptés au web. Cette rédaction doit tenir compte des exigences des moteurs de recherche — nombre et pertinence des mots clés, pertinences des liens hypertextes etc. — tout en prenant en compte la dimension interactive du web. Comme tout bons rédacteurs, ils doivent faire faire preuve d'une maitrise parfaite de la langue d'expression mais aussi être formés aux techniques de référencement (pour la rédaction des méta-données, par exemple) ou encore connaitre les secrets du langage HTML et de l'écriture Web.

### E-marketeurs
Les e-marketeurs s'occupent de la définition et la mise en œuvre de la stratégie Web. La personne chargée du marketing Web intervient sur les audits et les analyses stratégiques (e-reputation, ergonomie du site, contraintes organisationnelles de l’entreprise, compétences internes,…) Les e-marketeurs s'occupent de la veille concurrentielle et sectorielle (positionnement dans les moteurs de recherche, bonnes pratiques du secteur, identification des niches de trafic…) Ils définissent un plan d’action (media planning online, identification et sélection des prestataires, réalisation d’une charte éditoriale…) et s'occupent du suivi des indicateurs de performance (mise en place d’outils statistiques, création de tableaux de bord…) Leur but est d'optimiser le site Internet ou la page publique d'un réseau social en fonction des clients potentiels pour améliorer les ventes. Ils peuvent également intervenir sur des problématiques Web plus spécifiques : conception de services et d’outils et management d’équipes opérationnelles, par exemple.

### Ergonomes Web
Les ergonomes Web conçoivent et améliorent les environnements numériques. Leur objectif est de rendre l’espace virtuel le plus adapté possible à la requête humaine. Ils doivent s’appuyer sur les conventions du web : les standards techniques (World Wide Web Consortium), les normes de navigation et de perception, afin de faciliter et influencer le parcours de l'utilisateur.

## Diplômes
Il existe de nombreux diplômes liés à la communication numérique, du plus spécialisé au plus généraliste :
- des masters (en France : « Information et communication », « Médias, information et communication », « Humanités numériques », « Méthodes informatiques appliquées à la gestion des entreprises », « Métiers du livre et de l'édition », « Audiovisuel, médias interactifs numériques », « Création numérique », « Technologies de l'information », « Création numérique », etc.)[9],
- des diplômes d'ingénieur,
- des diplômes d'écoles spécialisées.